# Scapulaseius andamanicus
Scapulaseius andamanicus är en spindeldjursart som först beskrevs av Gupta 1980.  Scapulaseius andamanicus ingår i släktet Scapulaseius och familjen Phytoseiidae. Inga underarter finns listade i Catalogue of Life.